# Antoni Mut Tomàs
Antoni Mut Tomàs de Son Marrano i Cugulutx (Llucmajor, Mallorca, ~1421-1484) fou un polític mallorquí.
Antoni Mut tingué diferents càrrecs polítics: fou batle reial de Llucmajor des del 1453, jurat entre 1461 i 1470 i després conseller forà (1470-71). El fet més destacat de la seva trajectòria política, segons la tradició oral no documentada, és que el 1438 encapçalà l'oposició popular dels llucmajorers a la concessió del marquesat de Llucmajor a Pere Descatlar i de Santa Coloma (?-1482) per part d'Alfons el Magnànim, perquè consideraven que aquest nomenament anava en contra de les franqueses atorgades per Jaume I. El cas es dugué a judici i el poble de Llucmajor guanyà el litigi. Per aquesta raó fou nomenat fill il·lustre de Llucmajor i se li dedicà un carrer.